# Добель, Пётр Васильевич
Пётр Васильевич Добель, Питер Добелл (англ. Peter Dobell; 1772, Ирландия — 1852) — российский путешественник, предприниматель, писатель ирландского происхождения. Генеральный консул России на Филиппинах.

## Биография
Родился в Ирландии, там же получил начальное образование. Вместе с родителями эмигрировал в Соединённые Штаты Америки, где поступил в Пенсильванский университет. По окончании курса и после смерти своих родителей вступил добровольцем в армию, участвовал в нескольких походах в западной части Пенсильвании и в других областях против индейцев.
Обнаружив страсть к путешествиям, объехал Америку, а затем в качестве торговца направился в другие страны. Во время пребывания в Гуанчжоу (Китай) встретился с Иваном Фёдоровичем Крузенштерном, которому оказал какую-то, по-видимому, довольно значительную услугу, так как в награду получил от императора бриллиантовый перстень. Эта неожиданная царская милость была побудительной причиной принятия Добелем вскоре российского подданства.
Узнав тогда же, что Камчатка весьма нуждается в продовольствии и предметах первой необходимости, Добель снарядил два судна и в августе 1812 года прибыл в Петропавловский порт. Здесь одно из судов было разгружено, а другое продолжило путь в Манилу (Филиппины). Сам Добель остался на Камчатке до февраля. Это время он посвятил изучению полуострова, а затем, оставив в Петропавловске комиссионера, отправился в Санкт-Петербург. Во время пути объехал побережье Тихого океана, посетил заливы Пенжинский и Иджинский и добрался до Охотска. Оттуда повернул вглубь материка и через Якутск, Иркутск и другие города востока России добрался до столицы.
Во время путешествия вёл дневник, отрывки из которого были напечатаны в «Сыне Отечества» в 1815 и в 1816 годах. Путешественник восторженно описывал естественные богатства Сибири и особенно восторгался Камчаткой, которая, по его мнению, имела все данные для того, чтобы стать процветающей торговой страной, препятствием чему является только недостаток населения. Добель настойчиво продолжал эту мысль также и в письмах и проектах, подававшихся сибирским властям.
В Петербурге Добель выхлопотал себе право торговли на весьма льготных условиях, и правительство, в тот момент благосклонно смотревшее на торговлю иностранцев, предоставило местному начальству право допускать торговлю на таких же условиях всем приходящим иностранным судам. Кроме того, Добель представил правительству обширный план развития промышленности и торговли на Тихом океане. Сущность плана состояла в том, чтобы завести на сибирских водах китовый промысел и устроить торговое сообщение между Охотском и Камчаткой с одной стороны и Филиппинскими островами с другой, с целью снабжения этой части Сибири необходимыми припасами. План был принят, и Добелю было поручено привести его в исполнение.
В 1818 году Добель был принят на российскую службу с чином надворного советника и осенью 1819 года назначен генеральным консулом на Филиппинах (с предложением об учреждении консульства Добель лично обратился к Александру I). Однако на Филиппинах он столкнулся с трудностями, так как правительство Испании, колонией которой являлись острова, отказалось признать его в звании консула под предлогом, что в колониях вообще иностранные консулы не допускаются. Тем не менее, как частному лицу Добелю было обещано возможное содействие как подданному дружественной державы. На тот момент Добель уже вступил уже в российское подданство и объявил капитал, достаточный, чтобы стать купцом второй гильдии.
В конце 1818 года Добель возвратился на Камчатку. Дела его там шли очень плохо, он терпел громадные убытки, поссорился со своим комиссионером и некоторыми лицами местного управления, но тем не менее не терял надежды. Он по-прежнему рассчитывал на выгодную разработку природных ресурсов полуострова и намеревался начать у его берегов китобойный промысел. Для исполнения плана он вместе с начальником местного управления Петром Ивановичем Рикордом заключил договор с торговым агентом одной американской компании, по случаю оказавшимся на Камчатке. Однако в этот момент политика в отношении иностранных торговцев изменилась, и договор не был утвержден высшим начальством. Причиной запрета сделки стала защита интересов Российско-американской компании, интересы которой могли пострадать от иностранной торговли и промысла.
Введённые ограничения не только запрещали иностранцам торговлю и промысел, но и выселяли их с российской территории, а их кораблям не позволялось заходить в порты всей Восточной Сибири. Добель сохранил право жительства на Камчатке и получил распоряжение содействовать заготовке товаров для судов, принадлежащих казне или Российско-американской компании. Это распоряжение Добеля на Камчатке его не застало, так как он к тому времени отправился на Филиппины.
По пути в Манилу корабль Добеля зашёл для ремонта на Гавайи. Здесь российскому консулу представилась возможность переговорить с королём Камеамеа II, который попросил помощи России во внутренней борьбе. Добель направил сообщение в Петербург, однако там предложение отвергли. По прибытии в Манилу Добеля ждала новая неприятность: в городе произошёл бунт, во время которого его имущество было разграблено.
В Петропавловск Добель вернулся в 1821 году с грузом товаров как российский подданный, женатый на русской, купец второй гильдии. При его приходе правление Российско-американской компании подняло тревогу, однако Добель в конце концов добился разрешения на торговлю. Коммерческие операции оказались невыгодными, и, почти совсем разорившись, он вернулся в 1828 году в Петербург. Здесь он узнал, что его консульское жалование, которое получал вместо него знакомый, подверглось описи и было изъято вместе с имуществом последнего.
Жизненные неурядицы Добеля не сломили, и он продолжал путешествовать и заниматься торговлей.
Скончался в 1852 году (по другим данным в 1855 году).

## Сочинения
Путешествия Добеля были описаны им в нескольких изданиях. Основные:
- Письма путешественника по Сибири // Сын Отечества. — 1815 и 1816.
- Тravels in Kamtschatka and Siberia, with a Narrative of Residence in China. — London, 1830.
  - на русский язык переведена только вторая часть с некоторыми добавлениями: Добель П. В. Путешествия и новейшие наблюдения в Китае, Манилле и Индо-Китайском архипелаге, бывшего Российского генерального консула на Филиппинских островах, коллежского советника Петра Добеля / Составил и с английского перевел с Высочайшего соизволения А. Дж[унковский] в двух частях. — СПб., 1833.
- Sept années en Chine, Paris[8]
  - перевод на русский язык Е. Голицына, СПб., 1833.
- Russia at it is and not as it has been represented. — London, 1833.

## Семья
- Жена — Добель Дарья Андреевна, бывшая крепостная крестьянка, выкупленная в Тобольске[5].